# Mepe

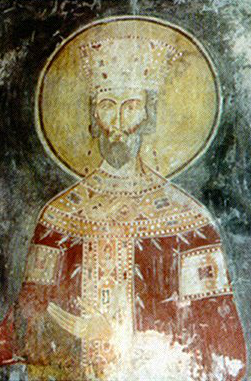
Uno de los monarcas georgianos, el mepe Bagrat III de Georgia.

Mepe (en georgiano: მეფე [mɛpʰɛ]) es un título utilizado para designar al monarca de Georgia, si es un rey o una reina reinante. 
El término se deriva de la palabra georgiana me-u-pe, que literalmente significa soberano y señor. A pesar de que mepe tiene un equivalente femenino, დედოფალი (dedopali, que literalmente significa "reina") solo se aplica a la consorte del rey y no tiene el significado de monarca reinante.
Más tarde, después de David IV, el título oficial de los reyes georgianos se convirtió en "mepet mepe" (rey de reyes), similar al persa shahanshah.